# Beatrica Portugalska
Beatrica (portugalski: Beatriz; Beatricija; veljača 1373. – oko 1420.) bila je kraljica Kastilje i Leona kao druga supruga kralja Ivana I. Kastiljskog. Par nije imao djece.
Kraljica Beatrica bila je portugalska infanta i nasljednica kao dijete kralja Ferdinanda I. Portugalskoga i kraljice Leonore Teles. Nakon očeve smrti, Beatrica je proglašena portugalskom vladaricom, ali izbio je građanski rat jer je Beatricin polustric Ivan sebe smatrao zakonitim nasljednikom. S druge strane, Beatricin je suprug smatrao da ima pravo vladati Portugalom iure uxoris. Godine 1385., Beatricin polustric napokon je proglašen kraljem.
U Portugalu, Beatricu ne smatraju zakonitom vladaricom.